# 姜求真
姜 求真（カン・グジン、朝鮮語: 강구진/姜求眞、1942年2月1日 - 1984年4月6日）は、大韓民国の法学者、教授。本貫は晋州姜氏。

## 生涯
1942年2月1日、日本統治時代の朝鮮でソウルに生まれた。朝鮮戦争時に父親を亡くし、義母のもとで育った。1960年にソウル大学校法科大学に首席で入学し、1963年に司法試験に合格した。その後、同校司法大学院で修士を取得し渡米、1966年から1969年までの4年間でハーバード大学ロースクールで法学の修士及び法科学博士を取得した。
その後帰国し1969年からソウル大学校、司法大学院、明知大学校などで講師を務め、ソウル民事地方裁判所の判事などを務めた。1975年にはソウル大学校法学部の助教授を務め、1981年には副教授となったが1984年4月6日、15トントラックにはねられ、江南聖母病院に搬送されたが同日10時ごろ、42歳で死亡した。

## 研究・執筆活動
当時の社会について、法が万能であり、しかしその法を軽視する風潮が跋扈していると分析し、これに対する批判と改善点について研究した。また、それとともに韓国社会における法の機能、そして阻害する要素について分析し、その解決策などを研究した。また北朝鮮の法や共産主義と法についても研究した。そのほか、大韓民国の刑法や北朝鮮の刑法について研究し著作を残し、また刑法理論や米国の法学、法制度についても研究し、著作を残した。

## 主要著書
- 《客観的法哲学の総整理》1976年
- 《北朝鮮法の研究》1976年
- 《刑事訴訟裁判所論》1982年
- 《刑法各論1》1983年
- 《北朝鮮社会の再認識》(ヤン・ホンミン共著) 1987年